# Карл Туріч
Карл Туріч (англ. Carl Turich; нар. 1 січня 1969) — колишній австралійський тенісист.
Найвищу одиночну позицію світового рейтингу — 358 місце досяг 26 вересня 1988, парну — 311 місце — 6 червня 1988 року.

## Фінали ATP Челленджер

### Парний розряд: 1 (0–1)
| Результат | Дата     | Турнір              | Покриття | Партнер      | Суперники                   | Рахунок  |
| --------- | -------- | ------------------- | -------- | ------------ | --------------------------- | -------- |
| Поразка   | Лис 1989 | Тасманія, Австралія | Килим    | Роджер Рашід | Джеймі Морґан Тодд Вудбрідж | 6–7, 6–7 |